# برينت سبينس
برينت سبينس (بالإنجليزية: Brent Spence)‏ هو محامي وسياسي أمريكي، ولد في 24 ديسمبر 1874 في نيوبورت في الولايات المتحدة، وتوفي في 18 سبتمبر 1967 في فورت توماس في الولايات المتحدة. حزبياً، نشط في الحزب الديمقراطي. وقد انتخب عضو مجلس ولاية كنتاكي (1904 – 1908) وانتخب كاتب عدل ‏ (1916 – 1924) وانتخب عضو مجلس النواب الأمريكي.